# Asplenium tunquiniense
Asplenium tunquiniense är en svartbräkenväxtart som beskrevs av M. Kessler och A. R. Sm. Asplenium tunquiniense ingår i släktet Asplenium och familjen Aspleniaceae. Inga underarter finns listade.